# Спиритуализъм (религия)
Вижте пояснителната страница за други значения на Спиритуализъм.
 За философско течение вижте Спиритуализъм (философия).
Спиритуализъм (на латински: spiritualis – духовен, spiritus – душа, дух) е религиозно-философско течение, в чиято основа лежи вярата в задгробния живот и възможността за общуване с духовете на починали хора чрез медиуми. Макар че теорията и практиката на общуване с духове съществува от древността (за това може да се съди по някои библейски сюжети), привържениците на спиритуализма считат за рождена дата на движението 31 март 1848 г., когато се появява първото съобщение че сестрите Кейт и Маргарет Фокс от Хайдсвил, щат Ню Йорк, са общували с духа на амбулантен търговец, който уж бил убит от бившите собственици на къщата им и погребан в мазето (през 1904 г. под развалините на къщата действително били открити човешки останки).
Култовата практика на спиритуализма се състои от колективни и индивидуални спиритически сеанси, чиято цел е извикване на духовете на починали хора и общуване с тях. Основните положения на спиритуализма са изложени в „Декларация за принципите“, приета през 1899 от Националната асоциация на спиритуалистичните църкви, създадена през 1893 г. в Чикаго, която наброявала около 20 хиляди члена (по данни от края на XIX век).
Спиритуализмът се развива най-вече в англоговорещите страни и е тясно свързан с християнството. Привържениците му са предимно от средните и висшите класи. Аналогичното на него движение в континентална Европа и Латинска Америка е известно като спиритизъм.
В продължение на почти половин век движението процъфтява без някаква официална форма на организация, като последователите му се абонират за списания, посещават сказките на гостуващи лектори или сеансите на практикуващи медиуми. Много от известните спиритуалисти са жени и поддържат каузи като отмяната на робството или борбата за избирателни права на жените. Към края на 1880-те, неформалното движение започва постепенно да губи обществено доверие поради отправяни обвинения към медиумите в измама и вследствие на това се сформират официални спиритуалистични организации. Към 1897 г. то наброява над 8 милиона последователи в САЩ и Европа. Пикът е достигнат след Първата световна война) и след втората половина на ХХ век спиритуализмът постепенно губи популярността си  В днешно време спиритуализмът в САЩ и Обединеното кралство се практикува в спиритуалистични църкви.

## Разлика със спиритизма
Макар между спиритуализма и спиритизма да има много прилики, те се различават в някои фундаментални аспекти, особено в целта за постигане на духовно съвършенство и по начина, по които последователите на двете практикуват вярата си.
Спиритизмът проповядва превъплъщението или прераждането на човека след смъртта му. Това според него обяснява моралните и интелектуални различия между хората. Той дава насока за усъвършенствуване чрез даване на възможност за постигане на морално и интелектуално съвършенство чрез поправка на грешките и натрупване на знания във всеки следващ живот. Спиритизмът не приема прераждането на хората в животни, защото това би било регресивно и би противоречало на целта. За разлика от спиритуализма, който е религия, спиритизмът е по-скоро философия или начин на живот. При него няма свещеници или проповедници и привържениците му не извършват религиозни ритуали. Те също така не наричат църкви местата, на които се събират, а центрове, дружества или асоциации. Дейността им се състои основно в изучаването на доктрината на спиритизма, прилагането на спиритически методи за лечение и благотворителност. Считаният за основоположник на спиритизма Алан Кардек потвърждава това на корицата на своята първа книга „Книга на Духовете“. Друг привърженик на движението, Артър Конан Дойл включва в книгата си „История на спиритуализма“ глава върху спиритизма, потвърждавайки, че спиритизмът има спиритуалистичен характер (но не и обратното). Като следствие много спиритуалистични трудове са приемани от спиритистите в англосаксонския свят, например тези на учените Уилям Крукс и Оливър Лодж.

## Известни спиритуалисти
- Франсис Ходжсън Бърнет
- Х.Д.
- Алфред Дийкин
- Артър Конан Дойл
- Хенри Мур
- Робърт Оуен
- Алфред Ръсел Уолъс